# Shemurat H̱of Gador
Shemurat H̱of Gador (hebreiska: שמורת חוף גדור) är ett naturreservat i Israel.   Det ligger i distriktet Haifa, i den norra delen av landet.